# 韓國瑜
韓國瑜（1957年6月17日—），中華民國政治人物、前職業軍人，中國國民黨籍。出生於臺北縣板橋鎮，畢業於中華民國陸軍軍官學校專修班、東吳大學英國語文學系、國立政治大學東亞研究所。現任立法院院長，曾任高雄市市長、臺北農產運銷公司總經理、臺北縣中和市副市長、立法委員（第2至4屆及第11屆）和臺北縣議員（第12屆）等職務。為中華民國憲政史上首位被罷免的直轄市市長。
1994年曾被提案罷免立法委員職務，因投票率不過半而未通過。2001年角逐不分區立委失利。2005年，出任臺北縣中和市副市長1年8個月。2007年曾打算再戰國會，因黨內初選中攻訐對手張慶忠是情色旅館大亨，被黨部取消初選資格。2012年被指派擔任臺北農產運銷公司總經理，2016年9月辭職未成。2017年3月，辭職參選中國國民黨主席，但是落敗。同年9月，成為國民黨高雄市黨部主委。2018年4月遷籍高雄市林園區，5月在初選勝出並代表國民黨參選高雄市市長，11月24日舉行的九合一選舉以89萬2,545票、15萬票差距擊敗民主進步黨候選人陳其邁而獲勝，結束民進黨在高雄市20年及原高雄縣33年的執政。
2019年6月5日，韓國瑜市長經過和徵詢小組對談後，表態願意被動徵召角逐國民黨總統初選。8日於花蓮場2020總統參選造勢大會公開宣告已登記黨內初選，後於初選中勝出代表國民黨參加2020年總統選舉。10月16日，正式向高雄市政府請假，全力投入總統選舉。2020年1月11日，韓國瑜在總統選舉中獲得552萬票，敗給蔡英文的817萬票。
2020年4月17日，由於先前韓國瑜因各种爭議言行被提起联署罢免其高雄市市长职务，高雄市選舉委員會公告韓國瑜罷免案有效聯署書達到37.7萬而通過第二階段，韓國瑜成為中華民國第一位被罷免投票兩次者，也是首個罷免案進入投票階段的市长。6月6日，罷免案以93萬9,090張同意票對2萬5,051張不同意票通過，6月12日中央選舉委員會公告解職，韓國瑜成為中華民國首位被罷免的直轄市市長。
2023年11月，國民黨主席朱立倫宣佈韓國瑜列入國民黨2024年立法委員選舉不分區立委名單第一名，隨後順利當選，並於2024年2月1日當選立法院院長。

## 個人背景

### 家庭
韓國瑜籍貫河南商丘（現屬河南省商丘市虞城縣界沟鎮界溝村），生於臺灣臺北縣板橋鎮（今新北市板橋區）中正新村，1963年因葛樂禮颱風肆虐，舉家搬遷至中和鄉（今中和區）壽德新村。韓國瑜表示其父畢業於中華民國陸軍軍官學校第17期裝甲兵科，曾作為中國遠征軍的一員，曾任戰車編練處中尉隊附屬官，第二次世界大戰時在印度對抗大日本帝國陸軍，隨軍來台。韓國瑜的母親也是商丘縣人，兩人是青梅竹馬，皆畢業於商丘師範專科學校並成為小学教师，抗日战争爆發後其父改從軍。韓國瑜父母育有七個子女，韓國瑜在家中排行第六，有一弟。
韓國瑜與妻子李佳芬育有兩女一子：長女韓冰，畢業於加拿大不列顛哥倫比亞大學社會學系；二女現就讀加拿大不列顛哥倫比亞大學理學院；以及長子。當中以韓冰參與父親高雄市市長選戰而受矚目。另外，李佳芬與臺南市議員謝龍介的妻子同名。
岳家是雲林縣西螺鎮福佬客籍政治世家，與雲林張派往來密切，岳父李日貴早年在濁水溪畔經營砂石業，後來曾擔任三屆的雲林縣議員及維多利亞學校財團法人董事長。妻舅為雲林縣議員李明哲。

### 早年生涯
韓國瑜就讀臺北縣板橋鎮板橋國民小學（今新北市板橋區板橋國民小學）、桃園縣私立自由高級中學（今桃園市光啟高級中等學校）國中部、臺北縣立海山國民中學（今新北市立海山高級中學附屬國中部）、新北市天主教恆毅高級中學。他曾自述，他在年少求學階段考試都考第一名，但國中二年級開始因每天上课时一直看前排女生的小腿，成績一落千丈，国中三年级被转入放牛班。最後在父母決定下，18歲時入中華民國陸軍軍官學校專修學生班40期，軍階升至上尉，自稱在軍中受一位國立臺灣大學醫學系畢業的預官轉魔方的啟發，感到自己的不足，決定重拾課本。
退伍前一年考上東吳大學英文學系，畢業後又考取國立政治大學東亞研究所和淡江大學國際事務與戰略研究所，由於政大東亞所免學費還發獎學金故選擇就讀。就讀期間擔任臺北市議員馮定國的助理。畢業後獲碩士學位，碩士論文名稱為《從中共「對台統戰」策略看兩航談判》，指導教授為蘇起。碩士班畢業後，曾任中國時報撰述委員、花蓮師範學院講師、世界新聞專科學校講師、中國文化大學進修推廣中心主任等職。

## 初入政壇

### 臺北縣議員
1990年，韓國瑜在臺北縣中和市選區勝出擔任縣議員。1992年4月18日創立臺北縣客家同鄉會。在擔任縣議員期間，時常與時任民主進步黨籍臺北縣縣長尤清激烈爭辯。更在質詢時，情緒失控，跳出座位，對尤清砸杯子，跳到縣長席的檯子上，試圖腳踹縣長，卻自己摔倒送醫開刀。
曾為「新國民黨連線」成員，亦是臺北縣議會第一個次級問政團體「問政公道會」創會成員，之後加入另一次級團體「臺北會」。

### 二至四屆立法委員
1993年1月，韓國瑜轉戰參選臺北縣選舉區第二屆立法委員當選並兩次連任。因為與吳梓熟識，在立法院加入新國民黨連線的對立組織、親李登輝的「集思會」運作，與王金平、陳哲男等人建立良好交情。
1993年5月5日，立法院國防委員會審查榮民改革相關預算，議程包括榮民就養、就醫、就業等問題。民進黨籍立委陳水扁針對榮胞中心預算發言，他認為該中心員工人數僅是榮胞的四分之一，人員維持費卻是榮胞生活費的1.51倍，質疑國軍退除役官兵輔導委員會「把榮胞當作豬在養。」韓國瑜認為陳水扁在辱罵榮胞，與他爭論、打了他一巴掌，並掀翻桌子、攻擊其頭部，陳水扁因此住院三天。次日，民進黨要求韓國瑜所屬的中國國民黨為之道歉。5月7日，立法院外聲援陳方和韓方的民眾發生衝突，最後經由民主進步黨主席施明德調解，韓國瑜方面在院會公開道歉而落幕。韓國瑜事後表示，自己應該講理就好，「打架畢竟不好。」

### 遭提罷免被否決
1994年，臺灣反核團體發動罷免支持興建核四廠的韓國瑜、洪秀柱、詹裕仁、林志嘉、魏鏞等立法委員，並與核四公投合併選舉。7月送交提議人名冊，9月達五萬多份連署書成案:51。連署期間，中國國民黨於立院提案修改《公職人員選舉罷免法》，加入「罷免案不能跟其他選舉一起投票」之限制條款，並將門檻「1/3以上投票，同意票多於反對票」上修為「1/2以上投票，同意票超過1/2」。使得該罷免案不能與同年12月3日舉行的省市長暨省市議員選舉合併投票。11月27日，林、洪、詹、韓等案因投票率只有21%遭到否決:51、359，魏案也於翌年遭到否決。

### 第五屆立委初選落敗
2001年，在第五屆立委選舉黨內初選中，被洪秀柱擊敗未獲提名，韓國瑜表示有退出政壇之意，即使時任國民黨主席連戰與秘書長林豐正得知召見，依舊不改其決定；儘管不再投入區域立委選舉，國民黨仍安排立委不分區名單第33名，在安全名單之外而連任失利，首度離開台灣政壇。2002年赴中国大陆攻讀北京大学政府管理研究所政治與公共行政系的博士班。

## 離開立法院

### 北京大學政府管理研究所博士班
2001年4月21日，韓國瑜經人牽線，前往北京，參加「港、澳、台博士班與碩士班招生考試」，報考北京大学政府管理研究所政治與公共行政系博士班，後於2002年入學。

### 西螺車禍
2004年1月3日晚間10時50分許，韓國瑜駕駛自用小客車，行經雲林縣西螺鎮，沿新社路（已被拓寬為福來路）向南行駛，與一輛自興農西路由東向西行駛的大型重型機車於路口發生碰撞。摩托車後座乘客跌落路面，向南滾動約40米。摩托車駕駛勉力握持龍頭，自路口往南朝著順歷加油站滑行約80米。韓車左前方保險桿脫落、車牌掉落，重機則有磨地擦痕與排氣管些微受損，未有猛烈碰撞。事後調查，肇事雙方皆違反交通規則，韓在閃紅燈路口未先停車注意禮讓幹道車先行，而重機騎士無照駕駛且遇閃黃燈路口仍超速。重機後座乘客因車禍受傷，救治至1月11日死亡。法院依過失致死，分別判處肇事雙方駕駛6個月有期徒刑，得易科罰金，緩刑2年。事後韓的岳父母出面，同意多出一點錢和解，最終以450萬新台幣與死者家屬達成和解。

### 創辦私校
2004年8月18日，於岳家所在的雲林縣斗六市，創辦維多利亞雙語中小學，為雲林縣收費最高的私校，每學期約10萬，與同類型的雙語學校收費近似。

### 中和市副市長
2006年，受時任臺北縣中和市（今新北市中和區）市长邱垂益邀約，擔任副市長。就任1年8個月後，因個人規劃為由而請辭。

### 第八屆立委初選被取消資格
2007年，在中和市副市長任內後期，韓國瑜一度準備再戰立法委員，並參加國民黨第八屆台北縣立委黨內初選。同年4月22日，同選區的競爭對手，時任立委李慶華出面指控韓國瑜製造負面文宣「五年內換三個黨」用來攻擊他，「李慶華表示，韓國瑜惡意抹黑，發傳單指責他和他的父親李煥支持王金平，不支持馬英九，完全是不實指控」，李慶華指責負面文宣的根本就是選風敗壞，徵得馬英九的同意刊登廣告反擊韓國瑜。對張慶忠，韓國瑜文宣指其為「七星級情色旅館大亨」。當天傍晚，韓國瑜接到台北縣黨部緊急通知，取消他的立委參選資格。韓國瑜隨後發出聲明稿表示，自己並沒有違反黨部內規，被取消初選資格很不服氣，拒絕接受這樣的結果，認為李慶華率先爆料涉及同為初選的國民黨立委張慶忠委員的情色賓館文宣，但是李慶華卻沒有被取消資格，認為黨部是雙重標準。最後該選區由張慶忠獲得初選勝利。

### 倒扁運動副總指揮
2006年10月9日，參與由前民主進步黨主席施明德領導的百萬人民倒扁運動，與李彥秀、劉盛良、戴錫欽、何智輝、王正德、周守訓、王欣儀、林春德、蔣乃辛、林滄敏等計13人名列東區指揮系統指揮官。
2007年8月8日，為反制4日台北地檢署的起訴，倒扁總部發動萬人自首，參與紅衫軍「世紀大審」，第一批自首名單中包括作家孟東籬、管管、朱天心、藝術家楚戈、媒體人陳文茜、中央研究院民族所研究員丘延亮、人文社會科學研究中心研究員陳宜中、陽明大學教授張南驥、中和市副市長韓國瑜等人。

## 北農任職
擔任中和市副市長期間，曾與中華民國農會總幹事、也是張榮味妹婿張永成接洽處理事務，給對方留下不錯印象；而當時臺北農產運銷公司慣例是由農會系統推派总经理。2009年，自北京大學政府管理學院博士班畢業，該年度北大青年發行畢業生特刊，韓國瑜的名字位於第二版刊載的畢業生名單內。2012年底，在臺北市市長郝龍斌任內，北農通過總經理異動案，2013年1月1日正式就職北農總經理，月薪約16.3萬元，外界普遍解讀為張榮味的農會系統勢力延續，任內改行比價績效制拉抬市場價格使北農及農民獲利提高。旗下第一、第二果菜批發市場因韓國瑜重視績效出現競爭效應造成價格穩定不跌，進而提高農民的菜進場意願。因此不光北農抽成、產地農民也得利（另外，進口商、中盤商、零售商也會隨拍賣價逐層改變定價），唯消費者權益因菜價常年居高不下受損。因仍有盤商問題導致無法反映合理菜價，像是部分型態如「農民→盤商→拍賣市場→盤商→小販→消費者」，進貨至北農階段（例如有農民因缺工，很難在產地逐一分級包裝，得採收後降價送交行口中盤商，由中盤商另行分級並打冰冷藏、運送拍賣市場），盤商居中扮演關鍵影響角色，此非北農業務所能涉及。2017年1月11日，因參與國民黨主席選舉而請辭北農總經理一職，在同年3月29日辭職案通過，於同月31日生效。
接任的市長柯文哲對韓國瑜原本沒特別留意，全是北農有好成績才對他改觀，甚至要求其他事業機構向韓國瑜學習。總座人事風波那時，柯文哲夫婦曾親自到雲林看韓國瑜，延攬他先在台北市政府擔任顧問，早上當市政顧問、下午回北農當總經理；但考量與民進黨關係緊張，才三天就辭去市政顧問。韓國瑜表示入國民黨多年未受到應有的肯定，柯文哲比黨重視他。

### 總座人事風波
2016年6月起，民進黨布局北農人事意圖打破張榮味勢力，本來計畫時任民進黨秘書處主任蔣玉麟當總經理，換下張榮味陣營的韓國瑜，讓韓國瑜在9月19日自行請辭，接著28日董事會通過總經理新人事案，韓國瑜10月起轉任台北市政府有給職市政顧問。外界以為韓國瑜沒如期請辭時，韓已於中秋節（9月15日）將辭呈交給市長柯文哲，柯收入抽屜未轉予官股董事，並在9月26日解任自作主張的董事長許長仁，使其無法在董事會上提案解任韓國瑜，打亂民進黨原先規畫。爾後因秋季颱風、豪雨重創臺灣中南部蔬果產地，全台菜價9月底開始失控。
2016年10月20日至24日，民進黨新潮流系立委段宜康多次在Facebook發文，指控北農黑幕重重，建議檢察官查扣北農帳冊，打擊菜蟲（壟斷蔬菜市場的人）。10月21日，民進黨新潮流系議員質詢平價冷凍蔬菜只有釋放到惠康、大潤發、愛買、家樂福、全聯福利中心，五家利潤高的大型通路，沒有傳統市場，認為北農平穩菜價維護消費者權益角色失能。10月22日，臺灣臺北地方檢察署搜索北農。10月25日，韓國瑜召開記者會，籲段宜康與其進行公開辯論，指自己的績效、操守經得起檢驗。
2016年11月3日，議會進行「籌組新農產運銷公司可行性評估報告」專案報告會議。11月15日，民進黨籍市議員王世堅與韓國瑜在臺北市議會激烈攻防，質詢影片上傳網路，韓國瑜敏捷辯給吸引大眾目光關注。王世堅批評韓國瑜放任菜價上漲、公司在內部發放大筆獎金。民進黨籍市議員梁文傑也指控韓國瑜濫發獎金，認為他不適任北農總經理。11月18日。民進黨市議員高嘉瑜、王威中再度針對該議題提出質詢，但韓國瑜也拿出會計師、律師意見反駁，強調一切合法，員工退休準備、政府的管理費、稅金他都交完，更稱明年春節他仍會照發。但勞退準備金缺口問題自2015年出現，在經過韓國瑜2017年卸任，到了2019年北農董事會才決議，開始編入預算進行補提。
2016年12月26日，柯文哲接受廣播節目專訪表示，2016年蔡英文就任總統後，行政院農業委員會主委曹啟鴻、民進黨秘書長洪耀福來找他，說要換掉韓國瑜，由農委會官派常董劉聖鴻處理此事。柯文哲想找農委會、市府、張榮味三方都能接受的林秋慧當董事長，才解任許長仁來息事寧人，不要開除韓國瑜而讓他自己辭職去當市政顧問，大家都留情面，但事與願違。
2017年1月10日，台北地檢署偵辦菜蟲案，6日搜索台北農產等12處後，檢方為釐清案情，下午3時首度以證人身分約談北農總經理韓國瑜到案說明。1月11日，因參與中國國民黨主席選舉而請辭北農總經理一職，在同年3月29日辭職案通過，於同月31日生效。6月13日，韓國瑜離職後經過一連串角力，總經理遺缺決定由吳音寧接任。
此次風波是民進黨與柯合作搶北農主導權，卻在總經理人事處理方面上不同調，以致釀出事端；民進黨新潮流系安插蔣玉麟出任總經理遇阻，帶頭逼退張派的韓國瑜，柯文哲則質疑蔣玉麟有資格及派系酬庸問題。而北農具有全台菜價定價指標效果，也於民進黨操作下成為標靶，與先前態度截然不同。
韓國瑜曾跟民進黨傳話的人告知不到半年就可退休，接替人選可先當副總經理熟悉業務，仍被民進黨拒絕。當投入2018年高雄市長選舉，原本民進黨優勢選區高雄選情告急時，柯文哲諷刺：「他（韓國瑜）以前在北農總經理就好好的，你們（民進黨）何必去捅這個蜂窩」。選舉開票當晚民進黨大敗，被媒體揶揄：「搶了菜攤、丟了江山」。

## 二入政壇

### 參選中國國民黨主席落敗
有感於民進黨覬覦北農強力運作，相對地國民黨頹靡不振，2017年1月12日，韓國瑜發表聲明，宣布參選中國國民黨主席。3月6日，韓國瑜成立競選辦公室。在黨内財政及架構問題上，主張財務公開與精簡架構；在兩岸政策上，他主張依中華民國憲法及民意行事，憲法本文與增修條文規定的兩岸關係乃一国两区，國名為中華民國；4月10日，國民黨立法院黨團舉行黨主席擬參選人政見發表會，韓國瑜批評時任的國民黨立委把民意代表做得像公務員，失去中心思想，長期連任讓年輕人上不來，但未提出具體措施，僅表示自己會有一套方法培養國民黨的年輕人。對於臺灣未來發展，他認為「國防靠美國，科技靠日本，市場靠大陸，努力靠自己」。在5月20日的黨主席選舉，韓國瑜獲1萬6,141票、得票率5.84%，位列第四落選。
韓國瑜表示，參選黨主席是當時在北農面臨民進黨逼退、國民黨又未予以協助，孤立無援下的權宜之計；想以參選人發言權反擊，也利用介入他黨內部選舉的口實讓民進黨投鼠忌器，從沒想過要當選。選後即使已離開北農，民進黨方面仍派人至創辦的維多利亞學校放話恫嚇；果然在韓國瑜獲得高雄市長提名後，就針對學校展開大規模徹查。

### 國民黨高雄市黨部主委
由於競選黨主席時表明若選上黨魁，在2018年地方選舉至台南或高雄等泛綠長年執政的艱困選區參選，被新聞媒體大肆報導，網友激烈討論，說是重現當年民進黨主席黃信介「元帥親征」，選後黨主席吳敦義看上韓國瑜的能力，安排其擔任高雄市黨部主委，前高雄縣縣長楊秋興也認為韓國瑜是國民黨在2018年高雄市長選戰最佳人選。雖包括其岳家在內，全家上下對此一致反對，甚至藉著陪孩子去加拿大看入學環境而遠離臺灣一個多月，女兒韓冰反對程度更勝過妻子李佳芬；但吳敦義懇談過程中，訴說對高雄的情感還流下淚來，打動韓國瑜，家人經討論後才勉為其難讓他去高雄試看看（26分38秒）。2017年9月7日，韓國瑜接任國民黨高雄市黨部主委，上任後勤走基層，了解民瘼，與民眾搏感情。

### 2018直轄市長選舉

#### 參選高雄市長

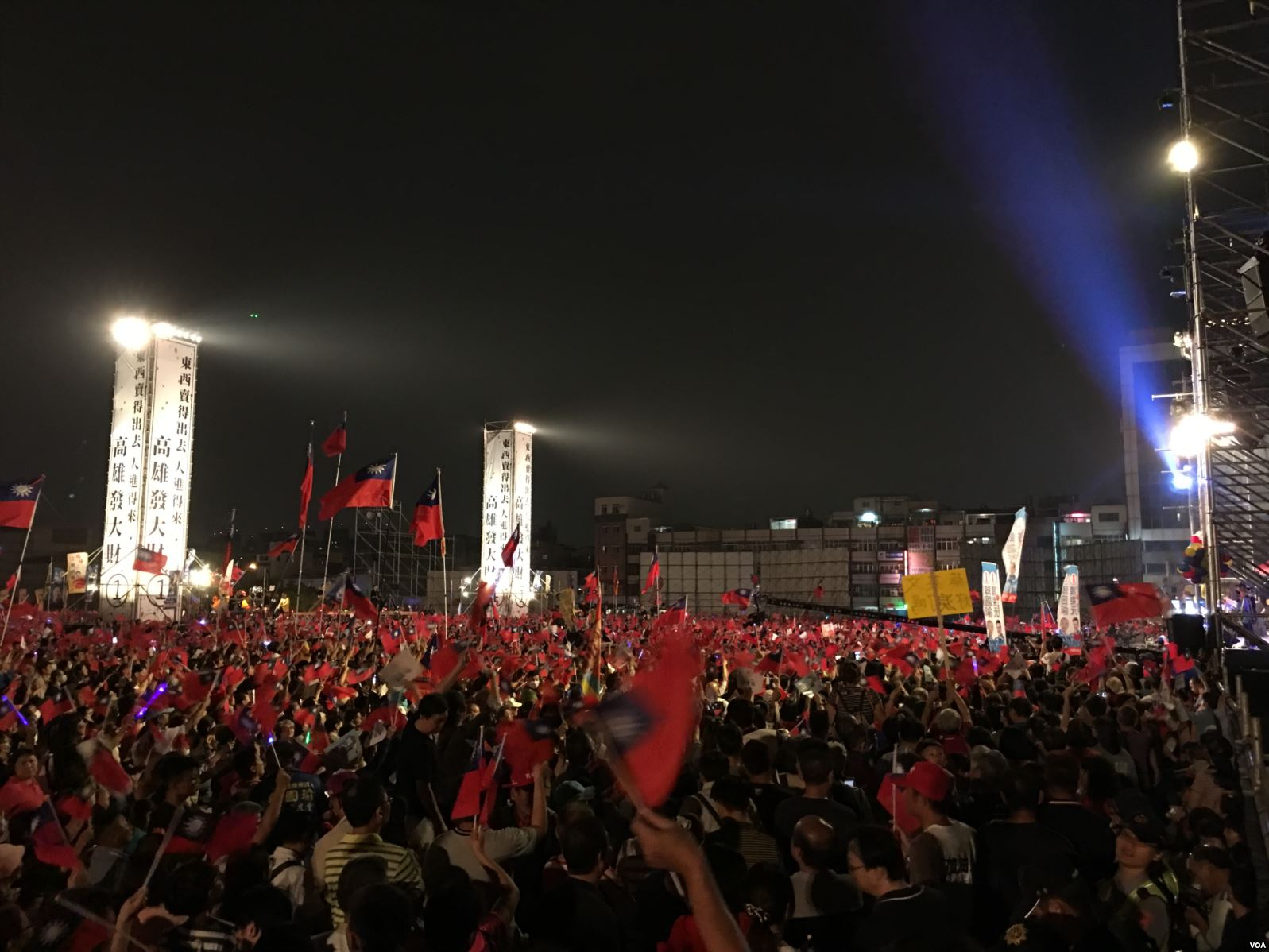
2018年11月17日，韓國瑜在高雄鳳山的造勢晚會

韓國瑜擔任主委期間曾多次告知外界，思考是否披上藍袍空降參選高雄市長；先前讓步的家人更加反對，尤其是妻子李佳芬。在意見相左下氣氛並不融洽，最後女兒韓冰對李佳芬說：「媽，算了，我看我們別堅持，他都60（歲）了，妳就讓他人生再任性一次吧！」
2018年3月16日，國民黨台北市長初選登記最後一日，韓國瑜低調回到台北市國民黨中央黨部領表登記參選，引起各界一陣譁然，後稱文件不齊又自行撤銷登記。他表示這個動作是為了向黨中央爭取資源。4月17日，韓國瑜在廣播節目《POP搶先爆》接受專訪說是故意證件通通都沒帶，只帶160萬新台幣，對登記參選又撤銷感慨：「再好的木材，遇到大海只能漂浮！」他說，黨中央認為台中、台北、新北有機會，資源都放那裏。因此他於3月16日只好到台北登記參選，攤牌要求黨內公平對待。也感謝隔天國民黨秘書長曾永權善意。4月9日，韓國瑜將戶口遷到高雄市林園區王公里，表態參選高雄市長。5月21日，黨內初選民調結果高於對手立委陳宜民，韓國瑜出線、獲得國民黨提名。5月27日，至鳳山活泉靈糧堂，參加的基督教豐收教會禱告聚會，支持基督教所提倡家庭至高無上的價值，避免過早教導下一代同性婚姻觀念，支持另外設臺灣同性婚姻專法，保障有特殊性伴侶者及其財產權、繼承權與婚姻權。8月10日，推出競選發言人團隊，北部發言人由國民黨不分區立委陳宜民、南投縣立委許淑華擔任，南部發言人則由高雄市議員參選人陳若翠擔任。8月14日時表示雖沒爭取到黨中央資源，但募到不少小額捐款。
8月29日，前往選委會登記參選高雄市長。並因緣際會搭上媒體順風車，開始佔據媒體版面逐漸達到整日報導，甚至數量多到選舉之後次年，NCC為促進媒體自律而公布的不定期觀測結果，指出部分新聞頻道表現與公平原則有所落差。9月7日，韓國瑜受訪表示，高雄市政府對不起所有高雄市民的託付，批評公務員就該有公務員樣子。目前高雄市雖是看守政府卻沒有看守政府的樣子，市府官員因過兩天就要離開的心態無心於市政，路上坑坑洞洞，鋪蓋個一兩天，一場大雨又是大洞，道路品質等各方面，反映出市政府的行政效率已經不改善絕對不行，並強烈懷疑有官商勾結。9月19日，韓國瑜在國民黨高雄市黨部舉行的行動中常會中，公布選舉八不政策、十大競選支票，宣示選舉活動將「一杯水選到底」。9月20日，推出“高麗菜”競選主視覺圖案。10月11日，國民黨臺北市議員參選人羅智強、游淑慧募款部分挹注高雄支持韓國瑜的100輛嗆聲公車廣告正式上路。10月18日，國民黨白派大老高雄市農會理事長蕭漢俊籌組「高雄三山挺韓國瑜之友會」，表示農會系統挺韓國瑜，即可幫韓在原高雄打組織戰。並於原高雄縣的鳳山、岡山、旗山三山地區舉辦3場大型造勢活動，這三場都是王金平出面尋求企業界支持所辦理，一切規畫、經費都由王金平幫忙。10月26日，三山舉辦第一場造勢活動。11月8日，獲得愛家當選聯盟（愛家盟）推薦。11月10日，參加高雄市公辦市長政見發表會。同日舉辦三山第二場造勢活動。11月14日凌晨，開啟Facebook直播公布官方網站，網站上共有14項政策，較選舉公報上多出4項。同日舉辦三山第三場造勢活動。
11月19日，與競選對手民進黨高雄市長參選人陳其邁進行一對一電視辯論。原市長、時任總統府秘書長陳菊當天受訪則指出韓國瑜很有「兄弟氣」，非常親切、平易近人，這種熱情符合高雄人的性格，而帶起一股風潮；以她過去擔任12年高雄市長獲得大多數市民認同，怎會在兩個多月之間好像河山變色。
11月24日，韓國瑜以89萬2,545票、15萬票差距擊敗陳其邁而獲勝，當選高雄市市長，結束民進黨在高雄市20年及原高雄縣33年的執政，韓國瑜在勝選當晚接受媒體採訪時表示會建立「兩岸工作小組」，承認九二共識（辯論時曾提過）；選前承諾的愛情摩天輪產業鏈的政見一定會做。
選舉過程中，韓國瑜的競選主軸是「打造高雄，全台首富」。此外，韓國瑜任職北農总经理時期被稱「韓總」，而被支持者與部分台灣媒體所用；在北農期間至臺北市議會備詢時與議員王世堅激辯，王世堅問及韓國瑜對柯文哲的看法，韓反問：「禿子跟著月亮走，你聽過沒有？」也被創意發想為競選口號「禿子跟著月亮走、我們跟著禿子走」、「跟著禿子翻轉高雄」，此外還有「東西賣得出去（貨出得去），人進得來，高雄發大財」等口號廣為流傳。

### 高雄市市長

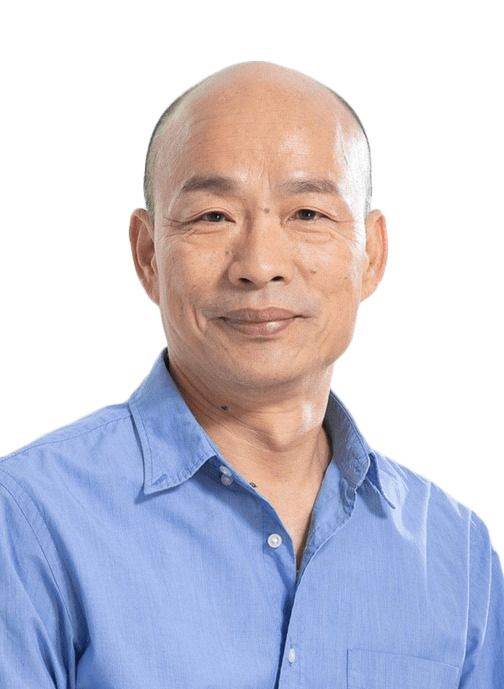
高雄市長時期肖像

2020年4月18日，去年7月國民黨全代會提名高雄市市長韓國瑜角逐總統，同時也通過黨章修正案，刪除總統兼任黨主席條文內容，增加5名縣市長為指定中常委。新任中國國民黨主席江啟臣3月上任後向地方法院申請變更政黨負責人登記，卻因未依黨章任命副主席與五席指定中常委，而被法院要求補件。由於開設新媒體帳號、不動產拍賣過戶，都急需政黨證書。國民黨一面向法院申覆，一面急覓縣市長擔任指定中常委。韓國瑜證實同意出任國民黨中央指定常委，他允諾當南部人的意見橋梁，將在地的聲音傳達給黨中央。

### 2020年總統選舉
自2019年2月媒體把韓國瑜列入2020年中華民國總統選舉民調中並穩定領先黨内對手朱立倫、王金平和黨外對手蔡英文、賴清德、柯文哲后，媒體在多次提問韓是否有意參選2020總統時，韓的發言基本是以高雄市政爲主、2020大選目前不在他的考量範圍。5月13日，韓國瑜在接受東森新聞台「關鍵時刻」主持人劉寶傑專訪時表示，“假設真的當選總統，他會在高雄上班，要讓台灣達到真正的「南北平衡」”，這被認爲是韓首次正式表態會參選2020。6月5日，韓國瑜經過和黨內初選中央五人小組的吳敦義、郝龍斌、曾永權等人在高雄蓮潭會館會談後，表態願意被動徵召角逐國民黨總統初選。6月8日，韓國瑜於花蓮的造勢大會公開宣告已登記黨內初選。
7月15日，國民黨公布初選民調結果，由韓國瑜獲勝，國民黨全代會於7月28日正式通過提名韓國瑜為國民黨第十五任總統候選人。 8月17日，韓國瑜带领顾问团部分成员召开國政顧問團成军记者会並公佈百人名單，張善政、杜紫軍任正副总召集人。10月16日，為了全力投入總統選舉開始請假展開全台“土地傾聽學習之旅”，從最南部的屏東縣出發，逐漸北上到臺南、嘉義、雲林、彰化等地參拜當地宮廟，與農漁民、觀光業者、中小企業和青年座談，並與立委參選人聯合造勢。11月11日，韓國瑜宣布副總統候選人由前行政院長張善政出任。12月8日下午，在新北竞选总部成立大會上正式公佈朱立倫任全国竞选总部主委。2020年1月11日，韓國瑜在總統選舉中獲得552萬票，敗給蔡英文的817萬票。

### 高雄市市長罷免案

罷免韓國瑜總部前慶祝罷免成功的人潮

2020年高雄市市長罷免得票分布：
同意票數未達25％，差距 > 9,700
同意票數未達25％，差距 > 2,400
同意票數未達25％，差距 < 2,400
同意票數達25％，差距 < 2,400
同意票數達25％，差距 > 2,400
同意票數達25％，差距 > 9,700

中華民國第三屆高雄市市長韓國瑜罷免案，簡稱罷韓案，為高雄市市長韓國瑜被該選區選民依《公職人員選舉罷免法》提議、連署通過法定人數門檻，而必須舉辦罷免投票。最終中央選舉委員會決定於2020年6月6日舉辦高雄市市長韓國瑜罷免案投票。
5月30日上午9時舉辦公辦電視罷免說明會，被罷免人韓國瑜已經表明不會到場。而是去看農損，參加鳳荔節，其中鳳荔節是他上任後第一次參加，因為去年的鳳荔節，他因北上凱道造勢缺席。同時，這也是他最後一次以高雄市市長的身分出席鳳荔節。
根據高雄市選委會點票結果，同意罷免市長韓國瑜的票數達93萬9090票，超過罷免門檻，意味韓國瑜成為中華民國及臺灣地方史上首位被罷免的直轄市、縣市首長，且被罷免後4年內不能再參選高雄市市長職位。
罷免市長韓國瑜由民間團體WeCare高雄、公民割草行動及政黨台灣基進等發動，其主要罷免理由有：
1. 韓國瑜在當選高雄市長4個月宣布被動參選總統，違背誠信與責任政治原則。
2. 韓國瑜拒絕承認全台灣市政滿意度調查墊底。
3. 韓國瑜競選總統讓市政停擺，政見成為謊言，高雄市發展受到危害。
4. 「韓流」形成由不正常紅媒介入。
5. 韓國瑜性別及國籍歧視等言論損害城市及台灣形象。[248][249]

### 後續動態
韓國瑜被解職後，離開了高雄，回到雲林縣斗六市。
2021年5月初嚴重特殊傳染性肺炎在台爆發後，5月19日教育部宣布全國各級學校停課。為了維護偏鄉弱勢學童受教權益，韓國瑜於6月17日宣布採購100台筆記型電腦，送往有急迫需求的基金會、關懷協會與兒童之家等單位。
2022年9月27日九合一選舉前夕，韓國瑜被推舉為中國國民黨中央助選團副團長；10月4日南下高雄助選，與國民黨高雄市長候選人柯志恩會面；選舉期間，他輔選了全台32位議員候選人，最終有30人成功當選。

## 三入政壇

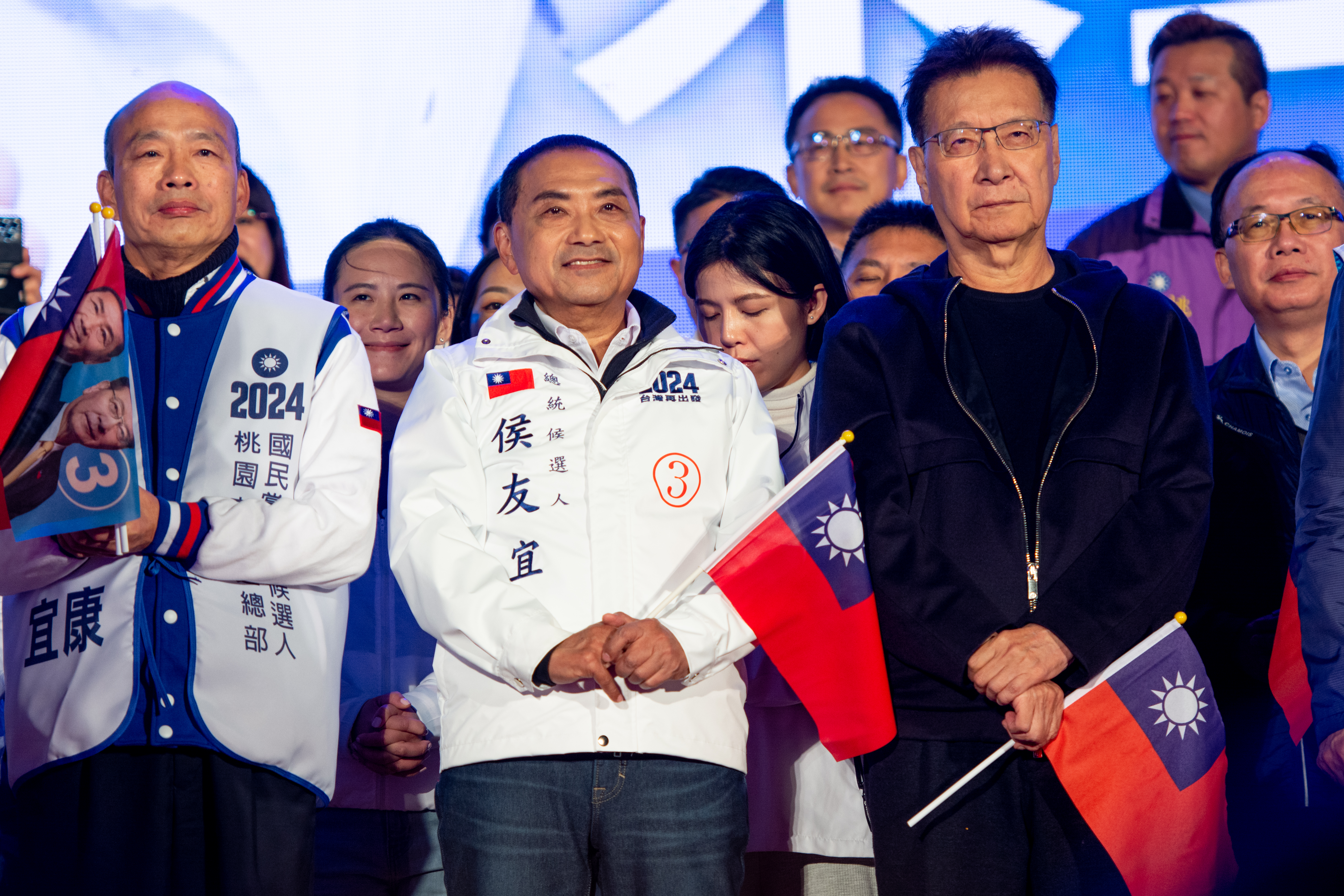
韓國瑜出席2024年正副總統選舉中國國民黨候選人侯友宜趙少康造勢

2023年10月10日，國民黨主席朱立倫表示為了協助2024年中華民國總統選舉，已邀請韓國瑜擔任國民黨副主席，韓國瑜辦公室對此回應，有關副主席一說及與朱會面相關訊息，並非由韓及辦公室對外發出的，因此目前並無多餘評論。10月14、20及21日，韓國瑜接連出席國民黨總統候選人侯友宜的造勢活動。
11月18日，朱立倫宣布韓國瑜列入國民黨2024年不分區立委選舉名單第一名，之後當選而回任立委。

### 立法委員及立法院長

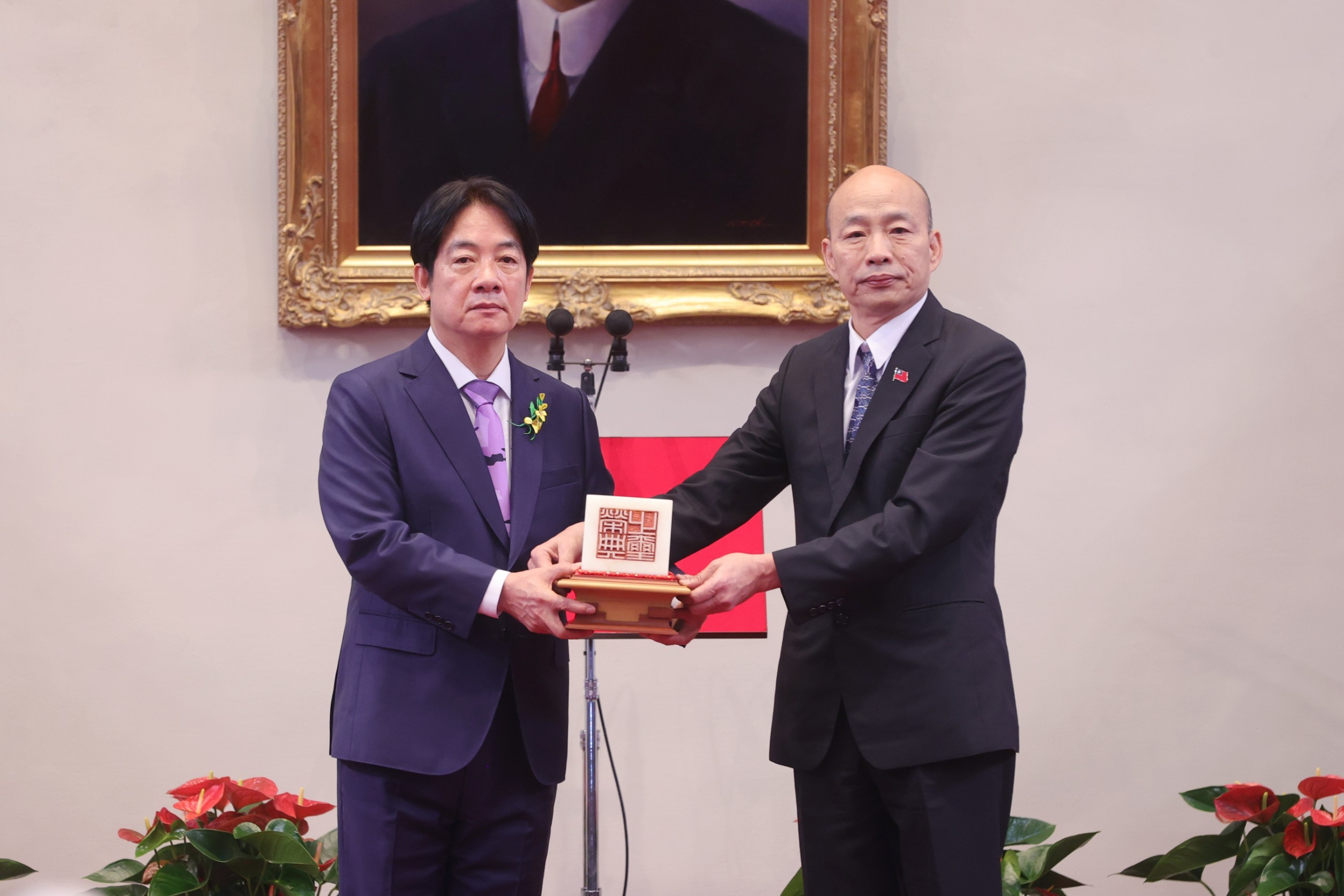
2024年中華民國總統就職典禮，立法院院長韓國瑜頒授榮典之璽予第16任總統賴清德

2024年2月1日，韓國瑜就任立委並被國民黨推為立法院院長候選人，經過兩輪投票，韓國瑜以54票當選立法院院長。

## 觀點主張

### 反對一國兩制
2019年2月22日，韓國瑜就任高雄市市長後首度與外國媒體會面。在被問到他如何看待中國國民黨主席吳敦義提出的若中國國民黨2020年重返執政，將與中國大陸洽簽兩岸和平協議。韓國瑜表示，目前在臺灣談中国统一完全沒有市場，「現在此時此刻的臺灣大多數的民眾，對統一絕對是處於一種疑慮的心理狀態，甚至是恐懼的、拒絕的。這個時候，任何政治菁英講統一，是跟廣大臺灣民眾民意相違背的。」
2019年6月9日，韓國瑜在記者問及香港反修訂逃犯條例大遊行時，再次表達對於當前兩岸路線的3點堅持，「支持九二共識」、「反對台灣獨立」、「不接受一国两制」，目前以台澎金馬地區來說，港澳地區的一國兩制完全沒辦法接受。

### 以庶民自居
2019年6月10日，韓國瑜晚間10點Facebook發文「庶民與否不重要，拯救台灣靠你我」，表示自己就是一個庶民，庶民對他而言不是一種身分而是一種心態。並提出感想「其實我覺得既然英雄不怕出身低，做一個庶民又何必在乎曾經登過廟堂？」。
2019年11月26日，鏡週刊專訪韓國瑜，對於自稱庶民，卻因豪宅房產揭露，成了假庶民。質疑他並非庶民。提問「庶民的概念到底是什麼」，韓國瑜解釋：「庶民是心，心永遠在民眾之上，庶民不是平民，王子犯法與庶民同罪呀，並不是王子犯法與平民同罪，庶民一開始就貼近所有基層百姓。」

### 同意「無色覺醒」十大主張
2018年8月，旺旺中時媒體集團提出「無色覺醒十大主張」，當時韓國瑜正參選高雄市長，率先出面支持並簽署「無色覺醒十大主張」。2019年8月16日，韓國瑜對此表示，無色覺醒十大主張包括重啟核四、課綱正常化、全力拚經濟、兩岸交流無障礙等，和他先前不少說法都重疊，會從他口中說出，代表自己本來理念就是如此，這和該集團董事長蔡衍明一點關係都沒有。

## 爭議

### 遭指控為砂石業關說
2019年11月29日，時代力量立委黃國昌召開「特權掠奪國家資源、韓李家族發大財」記者會，指控李佳芬家族1990年代在濁水溪濫採砂石，而韓國瑜在當時以立委身分為其關說。韓國瑜認為黃國昌指控不實，提告加重誹謗及違反《總統副總統選舉罷免法》。臺北地檢署在2021年2月認為黃國昌是根據相關資料提出適當評論，給予黃國昌不起訴處分。

## 公众形象

### 慈善事业
韩国瑜积极参与慈善事业。2020年总统竞选后，他向慈善机构捐赠了600万新台币的竞选资金，其中将100万新台币捐赠给了竞选伙伴的基金会。辞去高雄市长的职务后，曾擔任典亮慈善基金會主席，中華民國國軍退除役官兵輔導委員會馬蘭榮譽國民之家曾表彰该基金会为榮譽國民提供的帮助与支持。

## 个人生活
韩国瑜的妻子为李佳芬，与李佳芬育有三个孩子。 2022年1月，韩国瑜出版了短篇小说集，并成立了慈善机构“典亮基金会”。

## 選舉紀錄
| 年度 | 選舉屆數               | 選舉區                                 | 所屬政黨   | 得票數    | 得票率 | 當選標記 | 備註         |
| ---- | ---------------------- | -------------------------------------- | ---------- | --------- | ------ | -------- | ------------ |
| 1990 | 第十二屆臺北縣議員選舉 | 臺北縣第二選舉區                       | 中國國民黨 | 10,173    | 7.79%  |          | [ 284 ]      |
| 1992 | 第二屆立法委員選舉     | 臺北縣選舉區                           | 中國國民黨 | 81,885    | 5.89%  |          |              |
| 1995 | 第三屆立法委員選舉     | 臺北縣選舉區                           | 中國國民黨 | 59,109    | 4.18%  |          |              |
| 1998 | 第四屆立法委員選舉     | 臺北縣第三選舉區                       | 中國國民黨 | 46,650    | 9.93%  |          |              |
| 2001 | 第五屆立法委員選舉     | 全國不分區選舉區                       | 中國國民黨 | 2,875,973 | 27.9%  |          |              |
| 2018 | 第三屆高雄市市長選舉   | 高雄市                                 | 中國國民黨 | 892,545   | 53.87% |          | 因罷免而解職 |
| 2020 | 第十五任總統選舉       | 第十五任總統選舉                       | 中國國民黨 | 5,522,119 | 38.61% |          |              |
| 2024 | 第十一屆立法委員選舉   | 全國不分區及僑居國外國民立法委員選舉區 | 中國國民黨 | 4,764,293 | 34.58% |          |              |
| 2024 | 第十一屆立法院長選舉   | 第十一屆立法院長選舉                   | 中國國民黨 | 54        | 51.42% |          |              |

## 軼聞
有不支持韓國瑜的網民，以和「瑜」字寫法相當接近的「輸」字，經常在網上表示要「韓國輸」，綠黨的桃園市議員王浩宇亦曾在Facebook發文「支持韓國輸」。至2019年11月，世界12強棒球賽複賽期間，一場台灣對壘韓國的賽事之前，韓國瑜本人也用了這個稱號支持中華隊，在Facebook發文「今晚要出征，我挺韓國輸，中華隊加油！」
一些中文媒体曾因错误转换误将韩国瑜写为南韩瑜。

## 相關書籍
- 韓國瑜（1988），從中共對台統戰看兩航談判 ﹝碩士論文，國立政治大學﹞[289]
- 《韓先生來敲門：凝聚微光 照亮台灣》
- 《跟著月亮走：韓國瑜的夜襲精神與奮進人生》，黃光芹撰寫，韓國瑜、李佳芬等人受訪。於2019年1月2日由出版社時報出版出版發行，5月15日，時報出版提前中止韓國瑜傳記合約，並於網站張貼公告「應作者要求，雙方同意自6月1日起中止合約，所有庫存銷售完畢不再印行」，創下時報出版44年來所有圖書最短壽命記錄。時報出版總經理趙政岷透露是韓國瑜主動要求解約。
- 《韓國瑜總統之路》
- 《韓國瑜的庶民兵法：韓流解碼》，由中國文化大學新聞系主任胡幼偉教授編寫，于2019年7月由新興的網路媒體公司「民生頭條」出版發行，全書近十萬字，收錄2018年到現在胡幼偉個人寫的Facebook文和報紙專論。[290]
- 《韓國瑜VS.蔡英文：總統大選與兩岸變局》
- 《灰夾克與藍襯衫：老將軍心中的蔣經國與韓國瑜》
- 《庶民總統韓國瑜：2024雖千萬人，吾往矣！》
- 《你還不知道的韓國瑜》
- 《全面動起來！搶救韓國瑜》
- 《政壇網紅韓國瑜：最驚人網路行銷實戰秘辛》
- 《高雄市第3屆市長韓國瑜罷免實錄》

## 演出作品
| 年度   | 播出日期 | 節目           | 主題 | 製播單位   |
| ------ | -------- | -------------- | ---- | ---------- |
| 2022年 | 11月     | 《11點熱吵店》 |      | TVBS歡樂台 |

## 外部連結
- 韓國瑜的Facebook專頁
- 韓國瑜的Instagram帳戶
- YouTube上的韓國瑜頻道

| 中華民國政府職務                 | 中華民國政府職務                                | 中華民國政府職務                   |
| -------------------------------- | ----------------------------------------------- | ---------------------------------- |
| 立法院                           |                                                 |                                    |
| 前任： 游錫堃                    | 立法院院長 第十三任 2024年2月1日—2028年2月1日   | 繼任： 現任                        |
| 高雄市政府                       |                                                 |                                    |
| 前任： 許立明（代理） 正任：陳菊 | 高雄市市長 第三屆 2018年12月25日－2020年6月12日 | 繼任： 楊明州（代理） 正任：陳其邁 |